# Resultados do Carnaval de Belo Horizonte em 2018
Resultados do Carnaval de Belo Horizonte em 2018.

## Escolas de samba
| Colocação | Escola                   | Pontos | Desempate          | Ref.              |
| --------- | ------------------------ | ------ | ------------------ | ----------------- |
| 1º        | Canto da Alvorada        | 159,9  |                    | [ 1 ] [ 2 ] [ 3 ] |
| 3º        | Cidade Jardim            | 159,7  |                    | [ 1 ] [ 2 ] [ 3 ] |
| 3º        | Acadêmicos de Venda Nova | 159,6  | Conjunto Harmônico | [ 1 ] [ 2 ] [ 3 ] |
| 4º        | Estrela do Vale          | 159,6  |                    | [ 1 ] [ 2 ] [ 3 ] |

## Blocos caricatos
| Colocação | Bloco                | Ref.        |
| --------- | -------------------- | ----------- |
| 1º        | Mulatos do Samba     | [ 1 ] [ 2 ] |
| 1º        | Estivadores do Havaí | [ 1 ] [ 2 ] |
| 1º        | Bacharéis do Samba   | [ 1 ] [ 2 ] |